# Fravaux
Fravaux est une commune française, située dans le département de l'Aube en région Grand Est.

## Géographie
| Argançon |         | Jaucourt    |
|          | Fravaux |             |
| Spoy     |         | Proverville |

### Hydrographie
La commune est dans la région hydrographique « la Seine de sa source au confluent de l'Oise (exclu) » au sein du bassin Seine-Normandie. Elle est drainée par  et divers autres petits cours d'eau,.

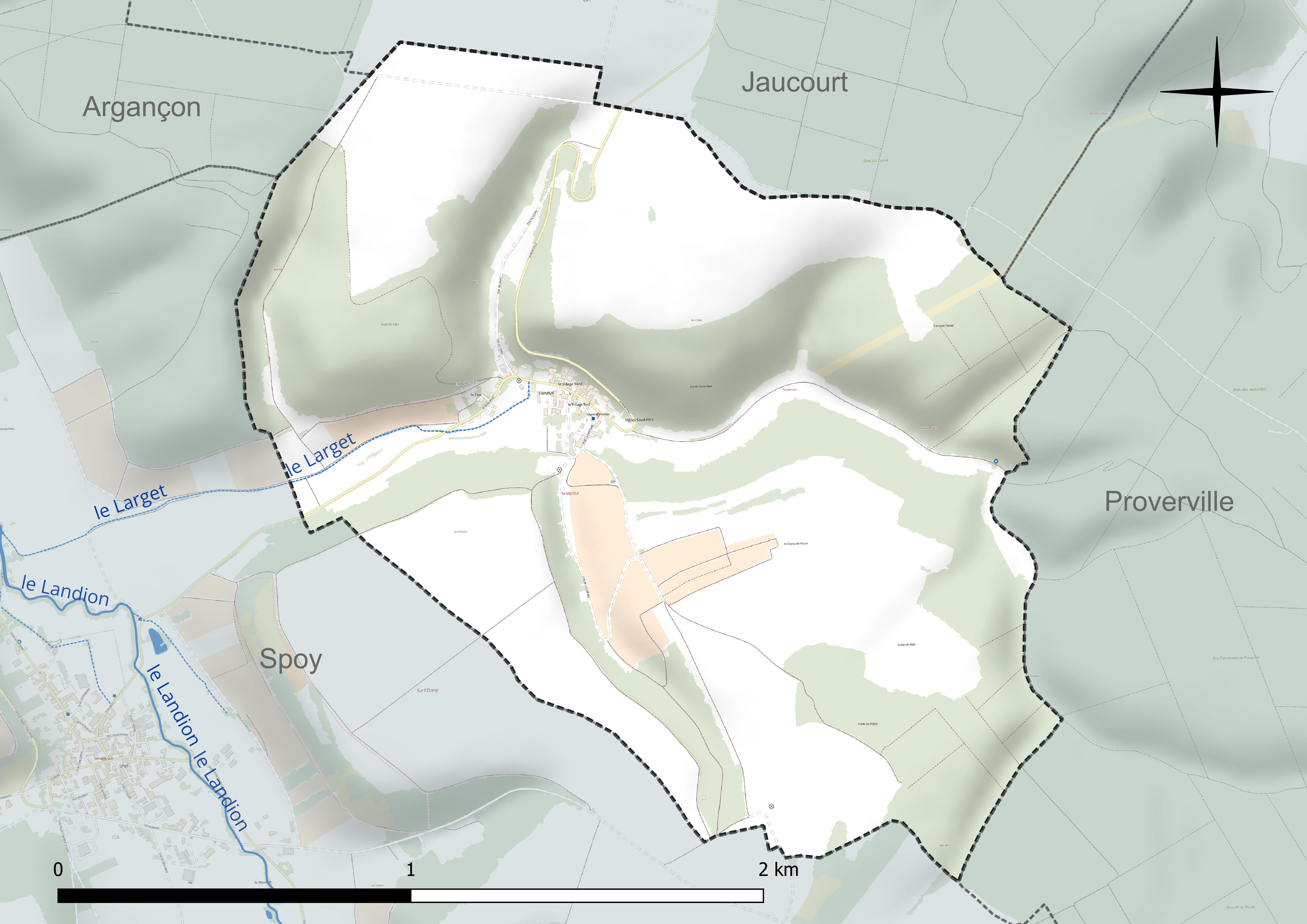
Réseau hydrographique de Fravaux.

### Climat
Pour des articles plus généraux, voir Climat du Grand Est et Climat de l'Aube.
En 2010, le climat de la commune est de type climat des marges montargnardes, selon une étude du Centre national de la recherche scientifique s'appuyant sur une série de données couvrant la période 1971-2000. En 2020, Météo-France publie une typologie des climats de la France métropolitaine dans laquelle la commune est exposée à un climat océanique altéré et est dans la région climatique Lorraine, plateau de Langres, Morvan, caractérisée par un hiver rude (1,5 °C), des vents modérés et des brouillards fréquents en automne et hiver.
Pour la période 1971-2000, la température annuelle moyenne est de 10,5 °C, avec une amplitude thermique annuelle de 15,6 °C. Le cumul annuel moyen de précipitations est de 865 mm, avec 12,6 jours de précipitations en janvier et 8,7 jours en juillet. Pour la période 1991-2020, la température moyenne annuelle observée sur la station météorologique de Météo-France la plus proche, « Ailleville_sapc », sur la commune d'Ailleville à 4 km à vol d'oiseau, est de 11,4 °C et le cumul annuel moyen de précipitations est de 833,5 mm. 
La température maximale relevée sur cette station est de 41,3 °C, atteinte le 25 juillet 2019 ; la température minimale est de −19,7 °C, atteinte le 20 décembre 2009,,.
Les paramètres climatiques de la commune ont été estimés pour le milieu du siècle (2041-2070) selon différents scénarios d'émission de gaz à effet de serre à partir des nouvelles projections climatiques de référence DRIAS-2020. Ils sont consultables sur un site dédié publié par Météo-France en novembre 2022.

## Urbanisme

### Typologie
Au 1er janvier 2024, Fravaux est catégorisée commune rurale à habitat très dispersé, selon la nouvelle grille communale de densité à 7 niveaux définie par l'Insee en 2022.
Elle est située hors unité urbaine. Par ailleurs la commune fait partie de l'aire d'attraction de Bar-sur-Aube, dont elle est une commune de la couronne,. Cette aire, qui regroupe 43 communes, est catégorisée dans les aires de moins de 50 000 habitants,.

### Occupation des sols
L'occupation des sols de la commune, telle qu'elle ressort de la base de données européenne d’occupation biophysique des sols Corine Land Cover (CLC), est marquée par l'importance des territoires agricoles (57,1 % en 2018), une proportion identique à celle de 1990 (57,1 %). La répartition détaillée en 2018 est la suivante : 
forêts (42,9 %), terres arables (41,2 %), zones agricoles hétérogènes (12,6 %), cultures permanentes (3,3 %). L'évolution de l’occupation des sols de la commune et de ses infrastructures peut être observée sur les différentes représentations cartographiques du territoire : la carte de Cassini (XVIIIe siècle), la carte d'état-major (1820-1866) et les cartes ou photos aériennes de l'IGN pour la période actuelle (1950 à aujourd'hui).

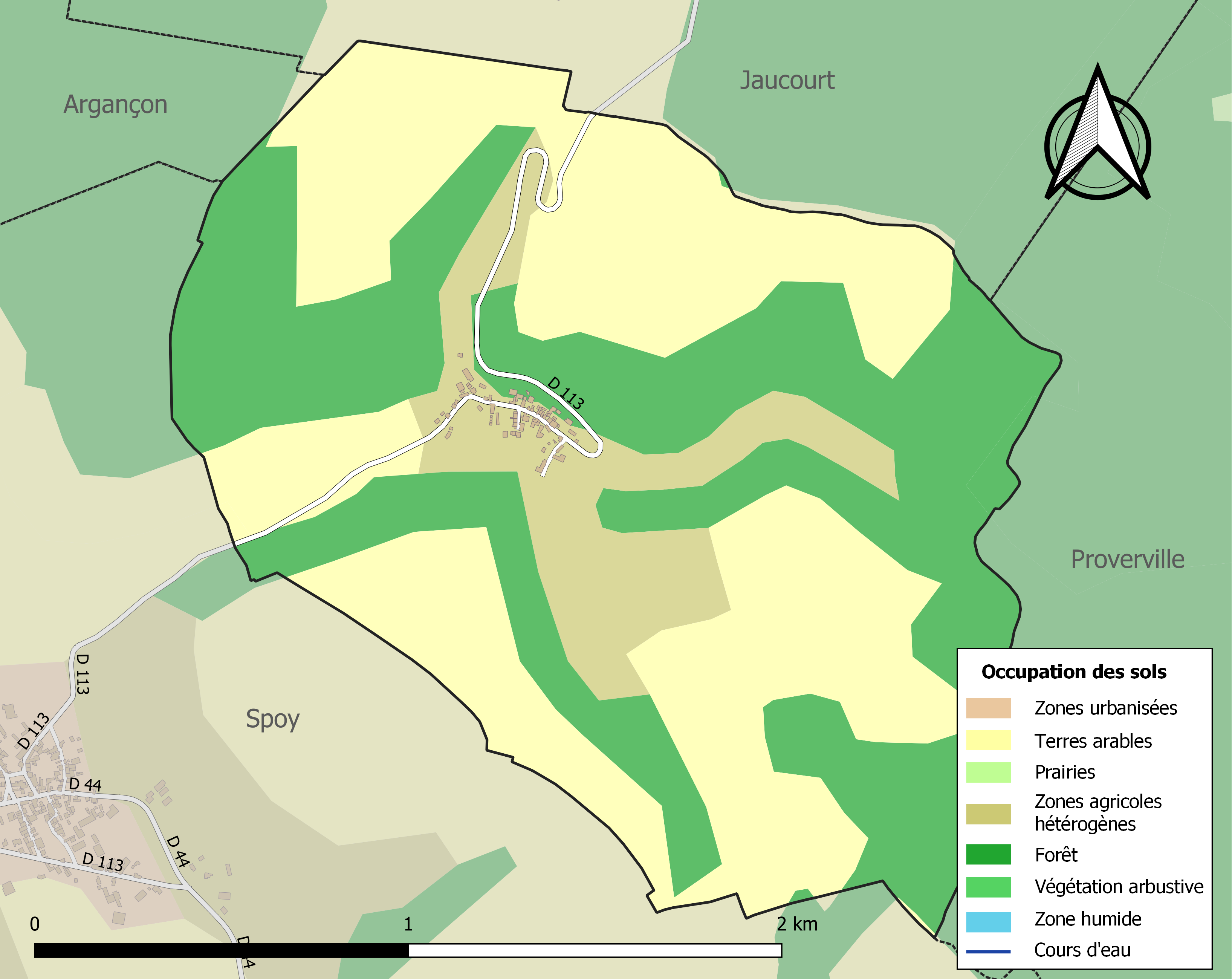
Carte des infrastructures et de l'occupation des sols de la commune en 2018 (CLC).

### Lieux-dits
On dénombre quatre lieux-dits :
- la Vau (au nord) ;
- la Varlan (au sud) ;
- Moitié en Vau (au nord-est) ;
- les Comvaux (au sud-est).

## Toponymie
Le toponyme Fravaux provient du latin médiéval fredivallis, qui signifie le vallon froid. En effet, dans ce lieu enclavé l'air qui stagne reste frais et les hivers sont glacials.
Le village a donné son nom à la famille de Froivaux.
Les premiers actes d'état civil laïcs, dressés en 1793, citent la commune sous l'énoncé de Froidvaux. À la fin du XVIIIe siècle, le nom de la localité est encore perçu selon son étymologie.

## Histoire
La voie romaine qui relie Lutèce à Bâle passe sur les hauteurs du village, au sud. Venant de Spoy où elle a franchi le Landion sur un pont de pierre toujours en place, elle se dirige vers Proverville et Bar-sur-Aube au sud-est.
L'église de Fravaux est une succursale de celle de Spoy. Dès 1117, elle appartient à l'abbaye de Montiéramey, qui en possède la seigneurie à partir de 1178. Les moines défrichent les bois et exploitent les terres.
Durant la Seconde Guerre mondiale, l'armée allemande construit sur une colline boisée surplombant le village, au lieu-dit La Varlan, un camp destiné à la formation des officiers. Le lieu est équipé d'installations perfectionnées : réservoir alimenté en eau courante ; tout-à-l'égout ; trottoirs ; électricité ; téléphone... Fin août 1944, il est incendié par ses occupants lors de leur retrait. Il n'en subsiste plus que des ruines recouvertes de végétation.

## Gentilé
Les habitants de Fravaux sont jadis appelés Veudrais, nom local d'un lézard réputé tenace.

## Politique et administration
| Période       | Période          | Identité                       | Étiquette | Qualité                                      |
| ------------- | ---------------- | ------------------------------ | --------- | -------------------------------------------- |
| 1800          | Novembre 1803    | Jean-Baptiste Hubail           |           | Vigneron                                     |
| Décembre 1803 | Décembre 1812    | Pierre Turpin                  |           | Maçon puis cultivateur                       |
| Janvier 1813  | 11 février 1832  | Toussaint Lépicier             |           | Propriétaire                                 |
| Avril 1832    | Août 1846        | mbroise Turpin                 |           | Cultivateur                                  |
| Octobre 1846  | Septembre 1848   | François Hubail                |           | Cultivateur                                  |
| Octobre 1848  | Avril 1865       | Nicolas Laurent Prévost        |           | Vigneron                                     |
| Décembre 1865 | Mars 1871        | Eugène Turpin                  |           | Cultivateur                                  |
| Décembre 1871 | 1er mai 1898     | Augustin Ferrin                |           | Vigneron                                     |
| Octobre 1898  | Décembre 1900    | Léandre Buridan                |           | Vigneron                                     |
| Janvier 1901  | Février 1904     | Élisée Ferrin                  |           | Vigneron                                     |
| Novembre 1904 | Mars 1907        | Ferdinand Chaput               |           | Propriétaire                                 |
| Octobre 1907  | Décembre 1910    | Paul Mulot                     |           | Vigneron                                     |
| Janvier 1911  | Octobre 1917 (?) | Ferdinand Chaput               |           | Propriétaire                                 |
| 1914          | 1919             | Jules Prévostmaire par intérim |           | Cultivateur                                  |
| 1919          | 1919             | René Raguetmaire par intérim   |           | Vigneron Cultivateur                         |
| 1919          | 1924             | Henri Lécuriot                 |           | Vigneron                                     |
| 1924          | 1933             | Paul Simonnot                  |           | Vigneron                                     |
| 1933          | 1935             | Louis Hubail                   |           | Cultivateur                                  |
| 1935          | 1942             | Henri Lécuriot                 |           | Vigneron                                     |
| 1942          | 1965             | François Cocquebert'           |           | Mécanographe                                 |
| 1965          | 1977             | René Mess                      |           | Vigneron                                     |
| 1977          | 1977             | Paul Pillot                    |           | Cultivateur                                  |
| 1977          | 1983             | René Mess                      |           | Vigneron                                     |
| 1983          | 1989             | Guy Pillot                     |           | Cultivateur                                  |
| 1989          | Avril 2006       | René Mess                      |           | Vigneron                                     |
| Avril 2006    | Mars 2008        | Michel Pénelon                 |           | Retraité                                     |
| Mars 2008     | En cours         | David Lelubre                  | DVD       | Cadre Président de la communauté de communes |

## Démographie
L'évolution du nombre d'habitants est connue à travers les recensements de la population effectués dans la commune depuis 1793. Pour les communes de moins de 10 000 habitants, une enquête de recensement portant sur toute la population est réalisée tous les cinq ans, les populations de référence des années intermédiaires étant quant à elles estimées par interpolation ou extrapolation. Pour la commune, le premier recensement exhaustif entrant dans le cadre du nouveau dispositif a été réalisé en 2008.

En 2022, la commune comptait 36 habitants, en évolution de −33,33 % par rapport à 2016 (Aube : +0,7 %, France hors Mayotte : +2,11 %).
| 1793 | 1800 | 1806 | 1821 | 1831 | 1836 | 1841 | 1846 | 1851 |
| ---- | ---- | ---- | ---- | ---- | ---- | ---- | ---- | ---- |
| 120  | 90   | 135  | 130  | 162  | 174  | 186  | 178  | 180  |

| 1856 | 1861 | 1866 | 1872 | 1876 | 1881 | 1886 | 1891 | 1896 |
| ---- | ---- | ---- | ---- | ---- | ---- | ---- | ---- | ---- |
| 183  | 165  | 149  | 143  | 142  | 124  | 125  | 110  | 102  |

| 1901 | 1906 | 1911 | 1921 | 1926 | 1931 | 1936 | 1946 | 1954 |
| ---- | ---- | ---- | ---- | ---- | ---- | ---- | ---- | ---- |
| 94   | 88   | 72   | 57   | 69   | 45   | 35   | 47   | 50   |

| 1962 | 1968 | 1975 | 1982 | 1990 | 1999 | 2006 | 2008 | 2013 |
| ---- | ---- | ---- | ---- | ---- | ---- | ---- | ---- | ---- |
| 63   | 40   | 46   | 34   | 47   | 57   | 52   | 50   | 57   |

| 2018 | 2022 | - | - | - | - | - | - | - |
| ---- | ---- | - | - | - | - | - | - | - |
| 40   | 36   | - | - | - | - | - | - | - |

## Lieux et monuments

### Églisesaint Laurent
Construite au XIIe siècle et placée sous le vocable de saint Laurent, l'église a été agrandie au XIVe siècle et, à cette occasion, ornée de peintures absidiales.
Les registres paroissiaux attestent la bénédiction d'une cloche en novembre 1714 : « L'an mil sept cent quatorze, le mardi sixieme du mois de Novembre, a éte bénite la grosse Cloche de S(ain)t Laurent de fravaux, par le curé dudit lieu, et en conséquence du pouvoir de Monseigneur de Langres duc et pair de france, laquelle à (sic) été nommée anne françoise par haut puissant et magnifique Seigneur Messire Charles françois Marie marquis d'estaing fils de très haut très puissant et très Illustre Seigneur messire françois compte (sic) d'estaing lieutenant Maréchal des armées du roi et du Verdunois, Gouverneur de Châlons en champagne... (texte lacunaire)... de laditte demoiselle avec mes dames leurs (barré) tantes et Sœurs de ladite demoiselle, étaient aussi présens, M(essieu)rs de Verpillat lieutenant pour le roy en la ville de Bar sur aube, Guénichon écuyer seigneur de Surainecourt juge Général de Police & en la ville de Bar sur aube, et Dame Therèse Guénichon épouse et sœur desdits sieurs  et Vénérables et discrettes personnes M(essieu)rs Etienne Mailliard Curé de Champignolle, augustin Dargilliers curé de Baroville, Nicolas Camus Curé de Vandeuvres, hubert Chaussechat curé de St Pierre de Bar sur aube, Simon Bernard curé de Proverville, Etienne Barberot maitre commandeur du St Esprit de Bar sur aube, et Joseph Bastien curé de Meurville, lesquels ont signé avec nous. Signé : Anne de Beauvais, Estaing, Camus Curé de Vend.(euvre) et Bastien Curé ».
En 1861, l'historien et archiviste Henri d'Arbois de Jubainville écrit :

« Fravaux est un petit village du département de l'Aube, arrondissement de Bar-sur-Aube, canton de Vendeuvre. Fravaux a 183 habitants, d'après le recensement de 1856, et il ne paraît pas avoir eu plus d'importance autrefois : les collines élevées et arides qui le resserrent ne permettraient guère à la population d'y prendre plus de développement. D'ailleurs Fravaux était, en 1789, une simple succursale ; enfin son église, qui remonte au XIIe siècle, montre par ses petites dimensions que dès cette époque le nombre des habitants n'était pas plus considérable. Cependant l'abside de cette église est ornée de peintures murales. La dépense de ces peintures aura sans doute été faite par les moines de Montiéramey, auxquels des dîmes appartenaient, et à la charge desquels se trouvait, par conséquent, l'entretien du chœur et du sanctuaire.

Cette abside se termine, à l'orient, par un mur droit ; ainsi elle est de forme rectangulaire. Elle a de longueur, 4,35 m ; de largeur, 5,15 m ; de hauteur jusqu'au sommet des formerets, 5,20 m. Les trois murs qui la ferment, l'arc qui ouvre sur la nef, autrement dit l'arc triomphal, la voûte d'ogive qui la surmonte, sont complètement couverts de peintures.
Sur le mur de droite se trouvait un Baptême de J.-C. Une figure de saint Jean-Baptiste subsiste seule ; en agrandissant la fenêtre on a mutilé le reste du tableau. Sur le mur du fond, c'est le Martyre de saint Laurent qui est représenté. Sur le mur de gauche, c'est l'Adoration des Mages.
Ces peintures commencent à hauteur d'appui, une draperie règne au-dessous sur les trois faces. Sur l'un des pieds-droits de l'arc triomphal se voit une figure d'évêque ; le reste a disparu. Sur la voûte se déploient diverses scènes de la résurrection des morts : les anges sonnent de la trompette, les corps ressuscités sortent de leur sépulcre.
(...) Ces peintures paraissent dater du XIVe siècle. Elles ont été exécutées à la détrempe, et appliquées sur une légère couche d'enduit de chaux et de sable qui recouvre les murs et la voûte. Un badigeon épais les recouvrait quand elles ont été signalées, par le curé de la paroisse, à l'auteur de cet article, qu'un travail administratif avait conduit dans la commune. Elles ont été nettoyées, malheureusement l'insuffisance des ressources de la commune fait craindre que, faute de pouvoir les restaurer, on ne leur applique, dans un but d'esthétique, une nouvelle couche de badigeon. »

— Portefeuille archéologique de la Champagne (Peintures diverses). Madame Jardeaux-Ray, imprimeur. Bar-sur-Aube, 1861.
Comme le pressentait Henri d'Arbois de Jubainville, ces compositions ont été badigeonnées durant le premier quart du XXe siècle, de sorte qu'il n'en subsiste aujourd'hui plus aucune trace visible. Fort heureusement, le dessinateur Alfred Gaussen (1820, Paris - 1860, Troyes) en a effectué des relevés partiels en 1856.
En septembre 2015, une fresque de 25 m2 a été créée dans l'esprit des anciennes peintures médiévales. Le mur gauche de la nef montre la Nativité surmontée de la Résurrection des morts.

## Personnalités liées à la commune
- Berthe Kolochine-Erber (1890-1968), bactériologiste de renommée mondiale pour ses recherches inlassables sur la leptospirose, possédait à Fravaux une résidence secondaire où elle passait ses étés[Note 18]. Le 25 septembre 2021, une plaque commémorative est inaugurée sur la façade de sa maison[32],[33].

## Galerie

Vue aérienne (années 1960)
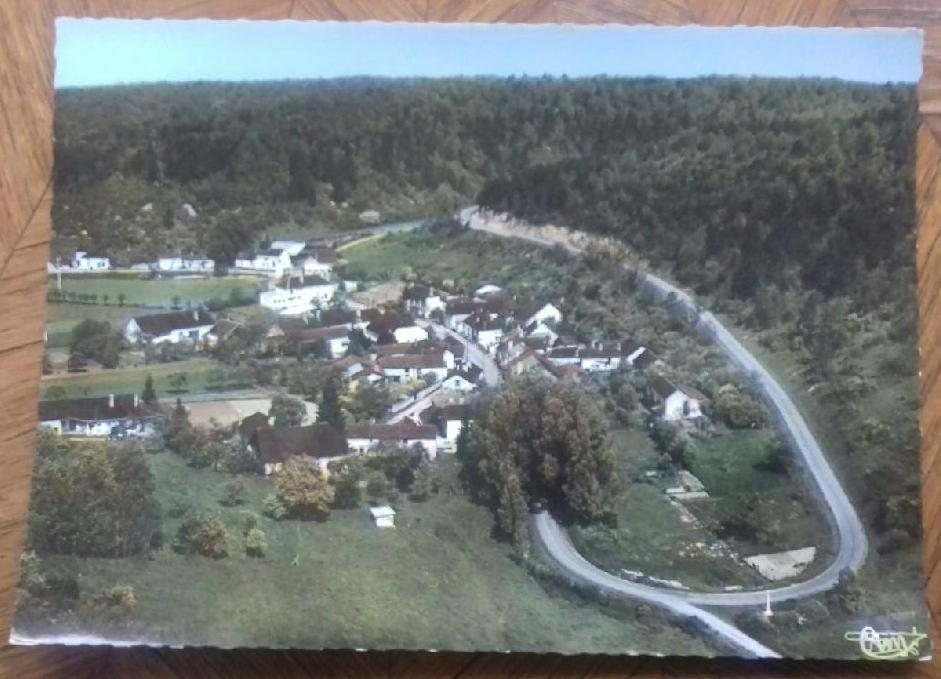
Carte postale du milieu des années 1960.

Hommage à Berthe Kolochine-Erber (septembre 2021)
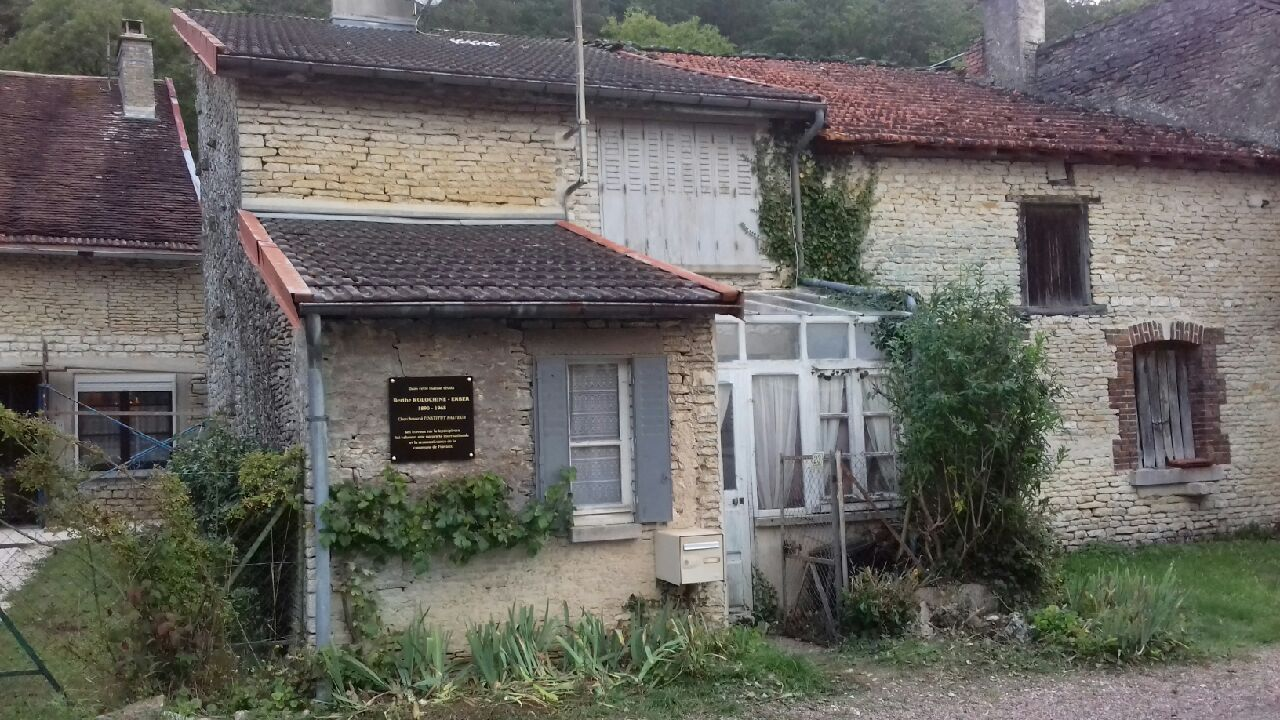
Vue d'ensemble de la maison.
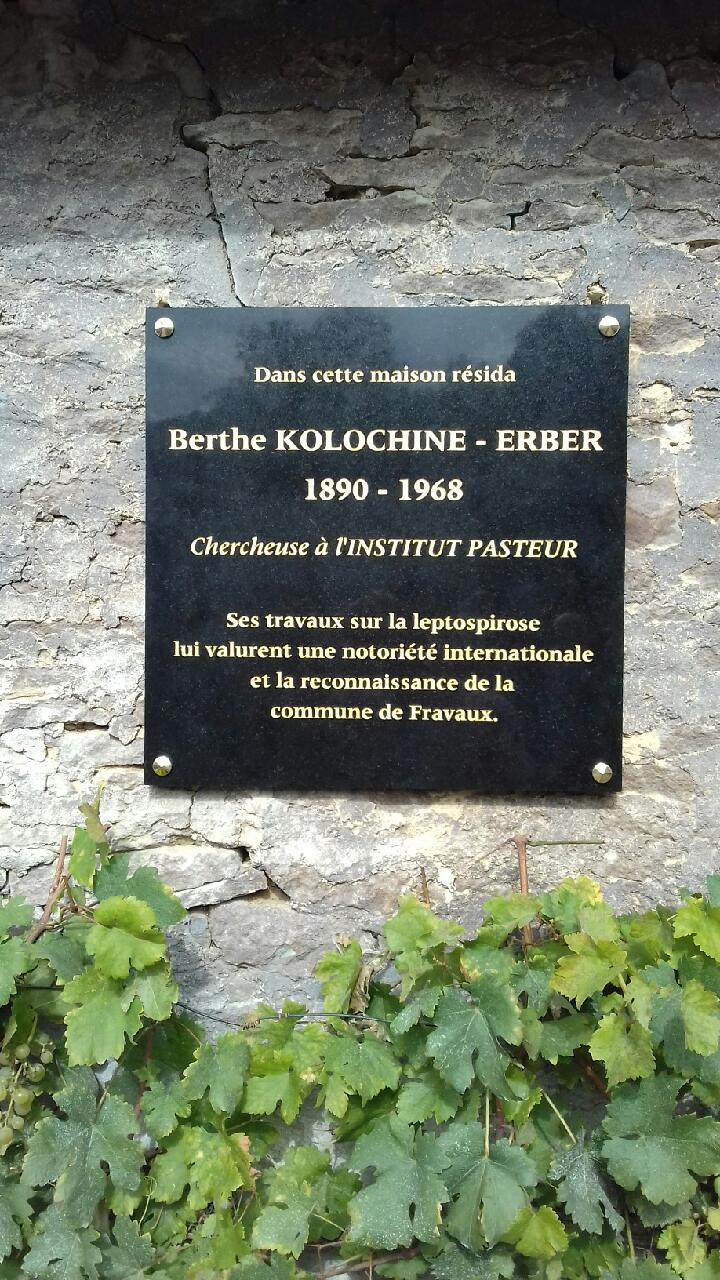
Plaque.